# Lorius domicella
Lorius domicella е вид птица от семейство Папагалови (Psittaculidae). Видът е застрашен от изчезване.

## Разпространение
Видът е разпространен в Индонезия.